# Dâu tằm đỏ
Dâu tằm đỏ (danh pháp khoa học: Morus rubra) là một loại dâu, có nguồn gốc ở miền đông Bắc Mỹ, từ phần phía nam nhất của Ontario và Vermont kéo dài về phía nam tới Florida và về phía tây tới đông nam Nam Dakota và miền trung Texas. Dâu đỏ được liệt kê như là loài đang nguy cấp ở Canada.

## Đặc điểm
Nó là loài cây lá sớm rụng, có thể cao tới 10–15 m, đôi khi tới 20 m, với thân cây có thể tới 50 cm tính theo đường kính. Lá của nó mọc xen kẽ, dài 7–14 cm và rộng 6–12 cm, có dạng hình tim rộng bản, với vết khía hình chữ V nông ở gốc lá, không tạo dạng thùy trên các cây trưởng thành, nhưng thông thường có 2-3 thùy trên các cây non, mép lá có răng cưa rõ nét.
Quả của nó là cụm quả hạch phức tạp, tương tự như ở cây dâu đen, dài 2–3 cm, màu đỏ khi chín có màu tía sẫm, ăn được và rất ngọt với hương vị thơm.

## Hình ảnh

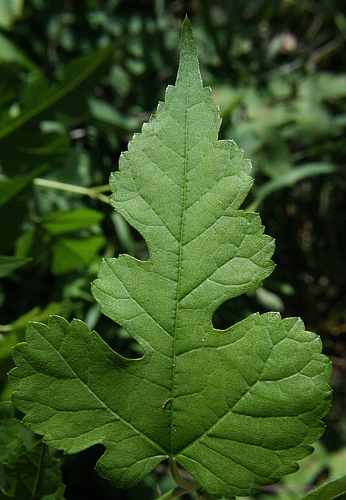
Lá cây dâu đỏ
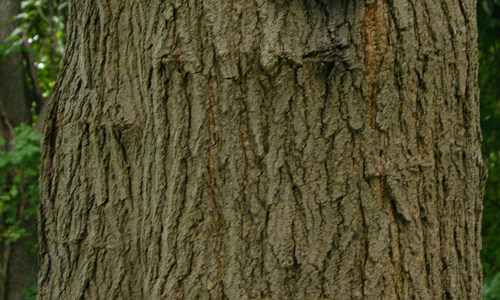
Thân cùng vỏ cây dâu đỏ